# Сант'Антонио Абате
Сант'Антонио Абате (итал. Sant'Antonio Abate) је насеље у Италији у округу Напуљ, региону Кампанија.
Према процени из 2011. у насељу је живело 18859 становника. Насеље се налази на надморској висини од 17 м.

## Становништво
| 1931. | 1936. | 1951. | 1961.  | 1971.  | 1981.  | 1991.  | 2001.  | 2011.  |
| ----- | ----- | ----- | ------ | ------ | ------ | ------ | ------ | ------ |
| 6.727 | 7.226 | 9.083 | 10.288 | 11.926 | 14.630 | 16.936 | 18.124 | 19.546 |